# Гу Вэй
Гу Вэй (кит. 顾薇; род. 25 апреля 1986) — китайская тяжелоатлетка, выступающая в весовой категории до 58 килограммов. Чемпионка мира, экс-рекордсменка мира.

## Биография
Гу Вэй родилась в семье обычных рабочих: её отец был слесарем на швейной фабрике, а мать работала в фармацевтической организации. В 1997 году Гу Вэй училась в пятом классе, тогда она впервые посетила спортивную школу Тайцан и начала заниматься лёгкой атлетикой. Спустя шесть месяцев Гу Вэй перешла в спортивную школу Сучжоу. В 1998 году она начала заниматься тяжелой атлетикой в спортивной школе Сучжоу.

## Карьера
В октябре 2002 года Гу Вэй выиграла золотую медаль в весовой категории до 58 килограммов на XV Играх провинции Цзянсу. В мае 2005 года она официально стала членом сборной Китая по тяжелой атлетике. 11 ноября 2005 года Гу Вэй побила три мировых рекорда (в рывке 102 килограмма, в толчке 139 кг и по сумме двух упражнений 241 кг) в весовой категории до 58 килограммов среди женщин на чемпионате мира в Дохе и стала чемпионкой мира.
В 2006 году она приняла участие на чемпионате мира среди юниоров, однако не сумела показать таких результатов, как в прошлом году в Катаре, и с суммой 205 кг (90 + 105) завоевала бронзовую медаль.